# Josefa González Pérez
Josefa González Pérez (Granada, 1958) és una farmacèutica i química andalusa, guardonada, pel Consell de Recerca Europeu, membre d'AcademiaNet, base de dades de dones d'excel·lència acadèmica.
González va fer el doctorat a la Universitat Autònoma de Barcelona (UAB), continuant la seva recerca a la Universitat Stanford. El 2010 li van concedir una beca Ramón y Cajal. Des del 2011, és la investigadora principal del grup de Genòmica Evolutiva i Funcional a l'Institut de Biologia Evolutiva (IBE) de Barcelona. A més, és membre del comitè de gestió d’EuroScitizen, i coordinadora científica de DrosEU, la xarxa europea i global d'investigadors i laboratoris interessats en l'estudi de la genètica i genòmica evolutives a través de l'organisme model Drosophila.
González ha estat triada pels membres de la Society for Molecular Biology and Evolution (SMBE) per ser regidora de la societat. La SMBE és una organització internacional que té com a objectius proporcionar eines per a l'associació i la comunicació entre evolucionistes moleculars i promoure els objectius de l'evolució molecular, així com els seus professionals i professors.
Així mateix, González s'ha preocupat per compartir el seu treball i la seva passió per la ciència amb el públic en general, col·laborant en projectes de divulgació, essent coordinadora de la unitat de divulgació científica de l’IBE, cofundadora del projecte de divulgació La Ciència al teu Món, participant en xerrades i cafès científics i impulsant projectes de ciència ciutadana.